# Orobanche purpurea
Orobanche purpurea es una planta de la familia Orobanchaceae.

## Descripción
Orobanche purpurea se distingue de Orobanche ramosa por sus flores violeta azuladas más grandes, con venas violeta oscuro, 1,8-2,5 cm o más. Tallo de hasta 60 cm o más, agrandado en la base; hojas estrechas y lanceoladas. Inflorescencia densa, de hasta 20 cm de largo; corola estrechamente acampanada, lóbulos del labio inferior estrechamente  ovados con punta redondeada y fina. Florece a final de la primavera y durante el verano. Parasita en milenrama y en Artemisia campestris. 

## Distribución
Gran parte de Europa.